# Liste der Bürgermeister von St. Louis
| Partei       | Anzahl |
| ------------ | ------ |
| Democratic   | 25     |
| Republican   | 13     |
| Whig         | 7      |
| Parteilos    | 3      |
| American     | 2      |
| Emancipation | 1      |

Die Liste der Bürgermeister von St. Louis nennt die bisherigen Chefs der ausführenden Gewalt in der Stadt St. Louis. Der Bürgermeister hat die Aufgabe, die angenommenen städtischen Verordnungen durchzusetzen und hat dabei das Recht, die vom Board of Aldermen of the City of St. Louis zu genehmigen oder mit einem Veto abzulehnen.
Ursprünglich belief sich die Amtszeit des Bürgermeisters der Stadt auf ein Jahr. Eine neue Satzung der Stadt verlängerte die Amtszeit 1859 auf zwei Jahre. Die gegenwärtige Amtszeit von vier Jahren wurde 1876 eingeführt, als die City of St. Louis vom St. Louis County abgetrennt wurde. Es gibt keine Beschränkungen hinsichtlich der Zahl der Wiederwahlen eines Amtsinhabers. Wenn das Amt des Bürgermeisters infolge von Tod, Rücktritt, Abberufung oder Absetzung durch den Board of Alderman vakant wird, rückt der Vorsitzende des Boards an die Stelle des Bürgermeisters, bis eine außerordentliche Wahl stattfinden kann; falls die Vakanz des Amtes aufgrund eines nur vorübergehenden Ausfalles des Bürgermeisters entsteht, agiert der Vorsitzende des Boards nur amtierend. Sollten beide Ämter vakant sein, rückt der stellvertretende Vorsitzende des Boards nach.
Bislang haben 54 Personen das Amt des Bürgermeisters in St. Louis ausgeübt. Vier von ihnen – William Carr Lane, John Fletcher Darby, John Wimer und John How – absolvierten nicht zusammenhängende Amtsperioden. Die meisten Amtszeiten einer Einzelperson übte Lane aus. Lane saß acht volle Amtszeiten und die restliche Amtszeit von Darby auf dem Posten des Bürgermeisters. Der am längsten amtierende Bürgermeister war Henry Kiel, der seinen Amtseid am 15. April 1913 leistete und zwölf Jahre und sechs Tage später seine Funktion verließ. Zwei weitere Bürgermeister, Raymond Tucker und Vincent C. Schoemehl, waren ebenfalls drei Wahlperioden im Amt, haben jedoch eine Woche weniger im Amt verbracht. Die kürzeste Zeit als Bürgermeister diente Arthur Barret, der elf Tage nach seinem Amtsantritt verstarb. Der derzeitige Bürgermeister ist Tishaura Jones; er übernahm den Posten des Bürgermeisters am 17. April 2001. Seine dritte Wahlperiode endet planmäßig am 16. April 2013.
St. Louis wurde am 9. Dezember 1822 als City inkorporiert, vier Monate nachdem Missouri als Bundesstaat der Vereinigten Staaten aufgenommen wurde. Nach der neuen Satzung änderte die Stadt ihre Verwaltung in ein System mit Bürgermeistern und Stadtrat. Der erste Bürgermeister wurde am 7. April 1823 gewählt.

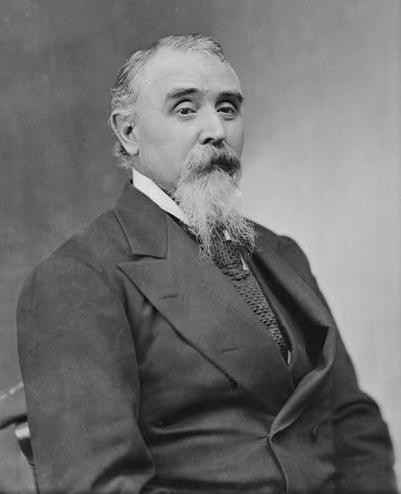
Nathan Cole, 20. Bürgermeister von St. Louis

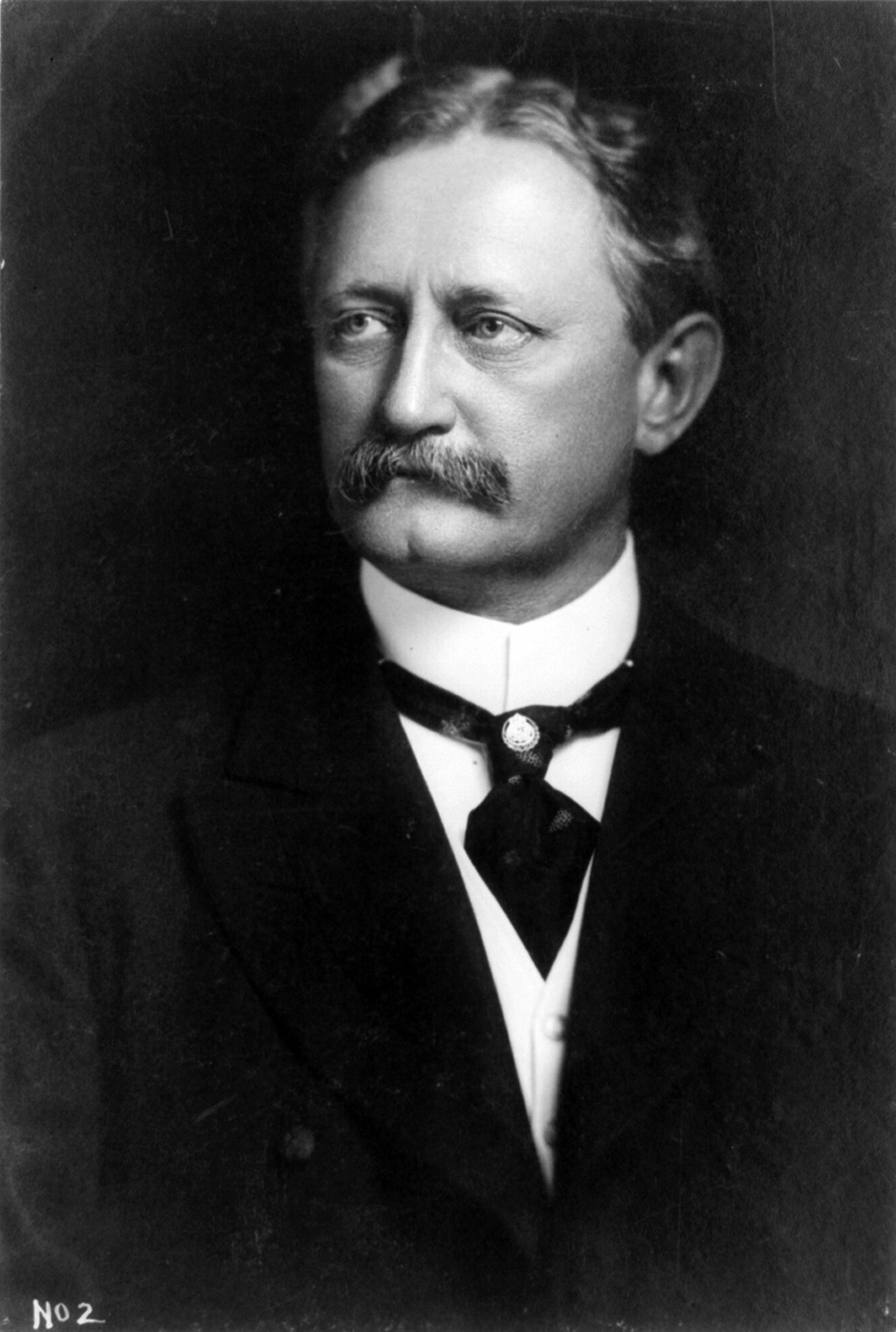
David Rowland Francis, 26. Bürgermeister von St. Louis, 27. Gouverneur von Missouri, 20. US-Innenminister

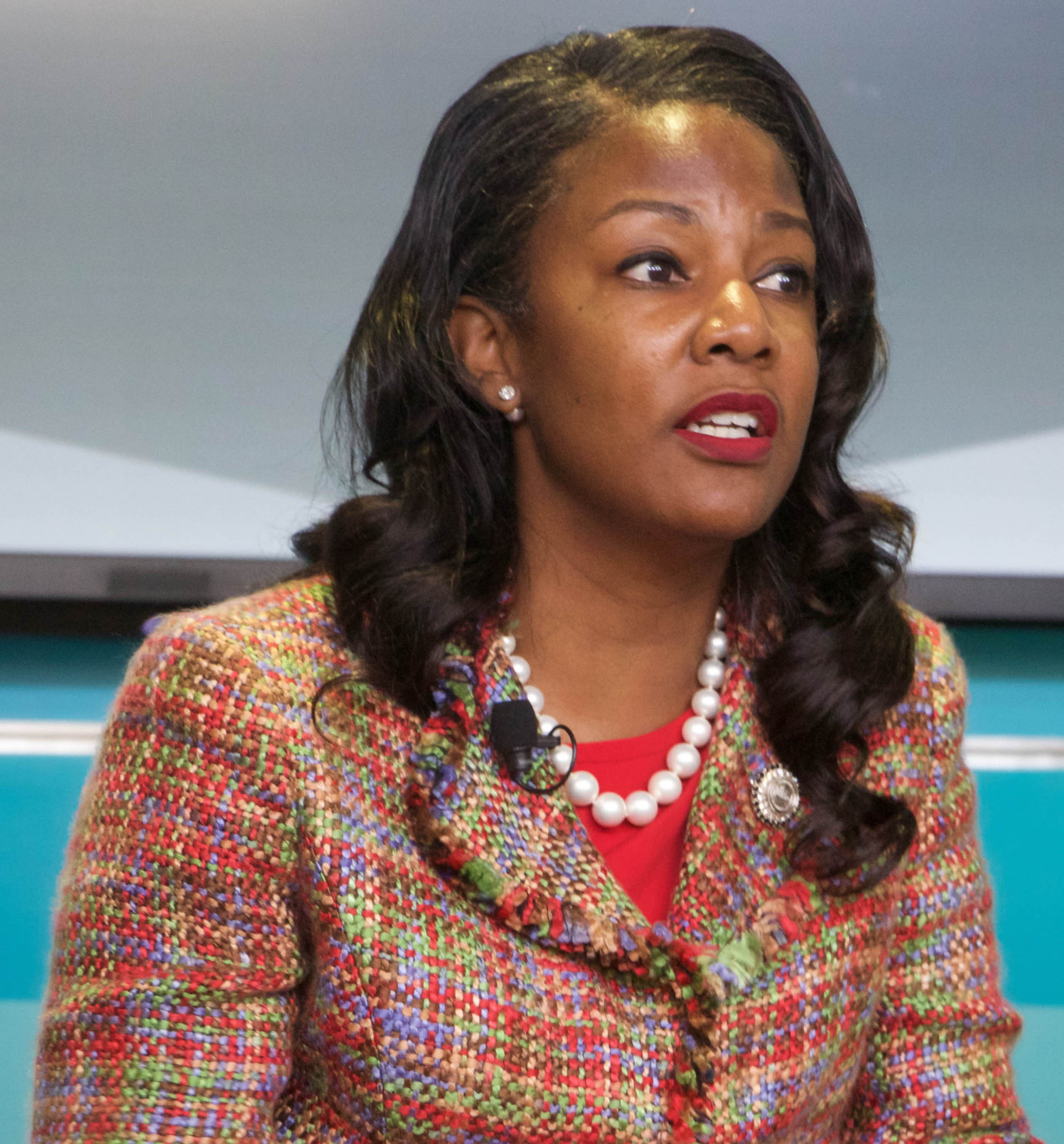
Tishaura Jones, amtierender Bürgermeister von St. Louis

      Parteilos 
      Whig 
      Democratic 
      American 
      Emancipation 
      Republican 
| #  | Name                    | Amtsantritt       | Amtsende          | Partei                      | Wahlperioden B |
| -- | ----------------------- | ----------------- | ----------------- | --------------------------- | -------------- |
| 1  | William Carr Lane       | 14. April 1823    | 14. April 1829    | Independent                 | 6              |
| 2  | Daniel Page             | 14. April 1829    | 11. November 1833 | Independent                 | 4½ C           |
| 3  | John W. Johnson         | 11. November 1833 | 14. April 1835    | Whig                        | 1½ C           |
| 4  | John Fletcher Darby     | 14. April 1835    | 31. Oktober 1837  | Whig                        | 2½ D           |
| —  | Wilson Primm            | 31. Oktober 1837  | 15. November 1837 | Whig                        | — E            |
| 1  | William Carr Lane       | 15. November 1837 | 14. April 1840    | Whig                        | 2½             |
| 4  | John Fletcher Darby     | 14. April 1840    | 13. April 1841    | Whig                        | 1              |
| 5  | John D. Daggett         | 13. April 1841    | 12. April 1842    | Whig                        | 1              |
| 6  | George Maguire          | 12. April 1842    | 11. April 1843    | Democratic                  | 1              |
| 7  | John Wimer              | 11. April 1843    | 9. April 1844     | Democratic / Workingmen’s   | 1              |
| 8  | Bernard Pratte          | 9. April 1844     | 14. April 1846    | Whig                        | 2              |
| 9  | Peter G. Camden         | 14. April 1846    | 13. April 1847    | American                    | 1              |
| 10 | Bryan Mullanphy         | 13. April 1847    | 11. April 1848    | Democratic                  | 1              |
| 11 | John Krum               | 11. April 1848    | 10. April 1849    | Democratic                  | 1              |
| 12 | James G. Barry          | 10. April 1849    | 9. April 1850     | Democratic                  | 1              |
| 13 | Luther Martin Kennett   | 9. April 1850     | 12. April 1853    | Whig                        | 3              |
| 14 | John How                | 12. April 1853    | 10. April 1855    | Democratic                  | 2              |
| 15 | Washington King         | 10. April 1855    | 15. April 1856    | American                    | 1              |
| 14 | John How                | 15. April 1856    | 14. April 1857    | Democratic                  | 1              |
| 7  | John Wimer              | 14. April 1857    | 13. April 1858    | Emancipation                | 1              |
| 16 | Oliver Filley           | 13. April 1858    | 9. April 1861     | Republican                  | 2 F            |
| 17 | Daniel G. Taylor        | 9. April 1861     | 14. April 1863    | Union Anti-Black Republican | 1              |
| 18 | Chauncey Filley         | 14. April 1863    | 19. März 1864     | Republican                  | ½ G            |
| —  | Ferdinand W. Cronenbold | 19. März 1864     | 11. April 1864    |                             | — H            |
| 19 | James S. Thomas         | 11. April 1864    | 13. April 1869    | Republican                  | 2½             |
| 20 | Nathan Cole             | 13. April 1869    | 11. April 1871    | Republican                  | 1              |
| 21 | Joseph Brown            | 11. April 1871    | 13. April 1875    | War Democrat                | 2              |
| 22 | Arthur Barret           | 13. April 1875    | 24. April 1875    | Democratic                  | ⅓ I            |
| —  | Herman Rechtien         | 24. April 1875    | 29. Mai 1875      |                             | — J            |
| 23 | James H. Britton        | 29. Mai 1875      | 9. Februar 1876   | Democratic                  | ⅓ K            |
| 24 | Henry Overstolz         | 9. Februar 1876   | 19. April 1881    | Independent                 | 1⅓ L           |
| 25 | William L. Ewing        | 16. April 1881    | 21. April 1885    | Republican                  | 1              |
| 26 | David Rowland Francis   | 21. April 1885    | 16. April 1889    | Democratic                  | 1              |
| 27 | Edward A. Noonan        | 16. April 1889    | 18. April 1893    | Democratic                  | 1              |
| 28 | Cyrus Walbridge         | 18. April 1893    | 20. April 1897    | Republican                  | 1              |
| 29 | Henry Ziegenheim        | 20. April 1897    | 16. April 1901    | Republican                  | 1              |
| 30 | Rolla Wells             | 16. April 1901    | 20. April 1909    | Democratic                  | 2              |
| 31 | Frederick Kreismann     | 20. April 1909    | 15. April 1913    | Republican                  | 1              |
| 32 | Henry Kiel              | 15. April 1913    | 21. April 1925    | Republican                  | 3              |
| 33 | Victor J. Miller        | 21. April 1925    | 18. April 1933    | Republican                  | 2              |
| 34 | Bernard F. Dickmann     | 18. April 1933    | 15. April 1941    | Democratic                  | 2              |
| 35 | William D. Becker       | 15. April 1941    | 1. August 1943    | Republican                  | ½ M            |
| 36 | Aloys P. Kaufmann       | 1. August 1943    | 19. April 1949    | Republican                  | 1½ N           |
| 37 | Joseph Darst            | 19. April 1949    | 21. April 1953    | Democratic                  | 1              |
| 38 | Raymond Tucker          | 21. April 1953    | 20. April 1965    | Democratic                  | 3              |
| 39 | Alfonso Cervantes       | 20. April 1965    | 17. April 1973    | Democratic                  | 2              |
| 40 | John Poelker            | 17. April 1973    | 19. April 1977    | Democratic                  | 1              |
| 41 | James F. Conway         | 19. April 1977    | 21. April 1981    | Democratic                  | 1              |
| 42 | Vincent C. Schoemehl    | 21. April 1981    | 20. April 1993    | Democratic                  | 3              |
| 43 | Freeman Bosley          | 20. April 1993    | 15. April 1997    | Democratic                  | 1              |
| 44 | Clarence Harmon         | 15. April 1997    | 17. April 2001    | Democratic                  | 1              |
| 45 | Francis G. Slay         | 17. April 2001    | 17. April 2017    | Democratic                  | 3              |
| 46 | Lyda Krewson            | 17. April 2017    | 20. April 2021    | Democratic                  | 1              |
| 47 | Tishaura Jones          | 20. April 2021    | derzeit           | Democratic                  | 1              |